# Ma w ramionach cały świat
Ma w ramionach cały świat (ang. The World in His Arms) – amerykański film przygodowy w reżyserii Raoula Walsha, z Gregorym Peckiem, Ann Blyth i Anthonym Quinnem w rolach głównych.
Film jest ekranizacją noweli Rexa Beacha.

## Obsada
Opracowano na podstawie materiału źródłowego:
- Gregory Peck – kapitan Jonathan Clark
- Ann Blyth – hrabina Marina Selanova
- Anthony Quinn – „Portugee”
- John McIntire – Deacon Greathouse
- Carl Esmond – książę Semyon
- Sig Ruman – generał Ivan Vorashilov
- Andrea King – Mamie
- Eugenie Leontovich – Anna Selanova
- Bill Radovitch – Ogeechuk
- Rhys Williams – Eben Cleggett
- Bryan Forbes – William Cleggett
- Hans Conried – Eustace

## Recepcja
Film Ma w ramionach cały świat uplasował się na ósmej pozycji w notowaniu brytyjskiego box office w roku 1952.